# Agrostis philippiana
Agrostis philippiana é uma espécie de gramínea do gênero Agrostis, pertencente à família Poaceae.